# Sébastien Souchois
Sébastien Souchois (geboren im 20. Jahrhundert) ist ein französischer Jazzmusiker (Saxophon, Klarinette), Arrangeur und Filmkomponist.

## Leben und Wirken
Souchois, der aus der Normandie stammt, spielt Saxophon in eigenen Jazz-Combos, legte aber 1994 in Caen auch ein Album mit dem Multiinstrumentalisten Gene Clarksville vor (The Eternal Waltz ). Er ist auch auf Alben von Popincourt zu hören und arbeitete mit Ljodåhatt.
Seit der Jahrtausendwende komponiert er Filmmusiken; er arbeitet auch für Fernsehen und Theater. 2007 wurde er als Mitglied in die Académie des Césars berufen. Er lebt und arbeitet in Paris.

## Filmografie
- 2000: La Guerre
- 2004: La Première fois que j’ai eu 20 ans
- 2004: Un Petit jeu sans conséquence
- 2004: Post-natal Blues, Dokumentarfilm
- 2006: Le Monsieur d’en face
- 2006: Le Ciel sur la tête, TV-Film
- 2007: Le Candidat
- 2008: Wenn wir zusammen sind (Mes amis, mes amours)
- 2009: Der große Blonde kann's nicht lassen (Le bonheur de Pierre)
- 2009: A Happy Man (Le Bonheur de Pierre)
- 2010: Le Grand ménage
- 2010: C’est à Dieu qu’il faut le dire, Kurzfilm
- 2010: Un divorce de chien
- 2012: Lucky Star – Mitten ins Herz (Ma bonne étoile)
- 2014: Pas d’inquiétude, TV-Film
- 2016: Cigarettes et chocolat chaud
- 2018: Algérie (1954–1962), des soldats à la caméra, Dokumentarfilm[7]
- 2019: Le Fantastique Mr Murray, Dokumentarfilm[7]
- 2020: Grandir à l’Opera, Dokumentarfilm[7]
- 2021: Le Sens de l’orientation, Dokumentarfilm[7]
- 2021: Gisèle Freund, portrait intime d’une photographe visionnaire, Dokumentarfilm[7]
- 2022: Bacri, comme un air de famille, TV-Dokumentarfilm[7]